# Monacos Grand Prix 1974
Monacos Grand Prix 1974 var det sjätte av 15 lopp ingående i formel 1-VM 1974. 

## Resultat
1. Ronnie Peterson, Lotus-Ford, 9 poäng
2. Jody Scheckter, Tyrrell-Ford, 6
3. Jean-Pierre Jarier, Shadow-Ford, 4
4. Clay Regazzoni, Ferrari, 3
5. Emerson Fittipaldi, McLaren-Ford, 2
6. John Watson, John Goldie Racing (Brabham-Ford), 1
7. Graham Hill, Hill (Lola-Ford)
8. Guy Edwards, Hill (Lola-Ford)
9. Patrick Depailler, Tyrrell-Ford

### Förare som bröt loppet
- Henri Pescarolo, BRM (varv 62, växellåda)
- Jacky Ickx, Lotus-Ford (34, motor)
- Niki Lauda, Ferrari (32, tändning)
- James Hunt, Hesketh-Ford (27, bakaxel)
- Mike Hailwood, McLaren-Ford (11, olycka)
- Carlos Reutemann, Brabham-Ford (5, upphängning)
- François Migault, BRM (4, olycka)
- Vern Schuppan, Ensign-Ford (4, olycka)
- Hans-Joachim Stuck, March-Ford (3, kollision)
- Jean-Pierre Beltoise, BRM (0, kollision)
- Denny Hulme, McLaren-Ford (0, kollision)
- Arturo Merzario, Williams (Iso Marlboro-Ford) (0, kollision)
- Vittorio Brambilla, March-Ford (0, kollision)
- Brian Redman, Shadow-Ford (0, kollision)
- Carlos Pace, Surtees-Ford (0, kollision)
- Tim Schenken, Trojan-Ford (0, kollision)

### Förare som ej startade
- Jochen Mass, Surtees-Ford
- Chris Amon, Amon-Ford

### Förare som ej kvalificerade sig
- Rikky von Opel, Brabham-Ford

## VM-ställning
| Förarmästerskapet 1. Emerson Fittipaldi, McLaren-Ford, 24 2. Clay Regazzoni, Ferrari, 22 3. Niki Lauda, Ferrari, 21 | Konstruktörsmästerskapet 1. McLaren-Ford, 37 2. Ferrari, 30 3. Tyrrell-Ford, 16 |